# Лоури, Дэвид
Дэвид Лоури (англ. David Lowery; род. 26 декабря 1980 — в Милуоки, Висконсин, США) — американский режиссёр, продюсер, оператор, сценарист, монтажер и актёр.

## Биография
Дэвид Лоури родился 26 декабря 1980 в городе Милуоки, штат Висконсин. Дэвид — старший из девяти детей в семье. Когда ему исполнилось семь лет, семья переехала в Ирвинг, после того, как его отец получил должность преподавателя в Университете Далласа.

## Карьера
Свой первый фильм Дэвид снял в 19 лет под названием «Lullaby». В 2009 году Лоури выпустил фильм «Святой Ник», повествующий о беспризорных брате и сестре, которые находят заброшенный дом и пытаются выжить на зимних равнинах юго-запада. Фильм был представлен публике на фестивале SXSW. В 2011 году Дэвид написал сценарий и стал режиссёром короткометражного фильма «Первый» («Pioneer»), с Уиллом Олдхэмом в главной роли. Премьерный показ короткометражки прошёл на кинофестивале «Сандэнс».

### «В бегах»
В 2013 году свет увидела картина «В бегах», главные роли в которой сыграли Руни Мара, Кейси Аффлек и Бен Фостер. Фильм показывает историю любящих друг друга молодых людей Боба и Рут. Они мечтают пожениться, купить дом и провести вместе всю жизнь, наблюдая, как растут их дети. Однако для этого нужны деньги, и они находят простой и быстрый способ обогащения. Парочка совершает ограбление. Премьера ленты состоялась 20 января на кинофестивале «Сандэнс», картина была положительно принята кинокритиками. Кроме того, фильм был выбран для участия в программе «Неделя критики» Каннского кинофестиваля 2013 года. По словам Лоури, при создании фильма он опирался на работы других режиссеров: «35 стопок рома» Клер Дени, «МакКейб и миссис Миллер» Роберта Олтмена, а также на фильмы Пола Томаса Андерсона и Дэвида Финчера. На сайте Rotten Tomatoes фильм «В бегах» имеет рейтинг 78 % на основе 131 рецензии со средним баллом 7.1 из 10.

### «Пит и его дракон»
В январе 2015 года Дэвид начал съёмки фильма «Пит и его дракон» в Новой Зеландии, которые закончились 30 апреля того же года.. Фильм является ремейком одноимённого фильма 1977 года. Он рассказывает о мальчике, выросшем в лесу после смерти родителей в автокатастрофе, и нашедшем себе лучшего друга в лице огромного мохнатого дракона. В главных ролях — Оакс Фегли, Брайс Даллас Ховард, Уэс Бентли, Карл Урбан, Роберт Редфорд и другие. Фильм был тепло принят кинокритиками. На сайте Rotten Tomatoes он имеет рейтинг 88 % свежести на основе 238 рецензий со средним баллом 7.4 из 10. После успеха картины кинокомпания Disney назначила Дэвида режиссером и сценаристом своей версии о Питере Пэне.

### «История призрака»
В ноябре 2016 года было анонсировано, что Дэвид, Руни Мара и Кейси Аффлек готовят ещё один «тайный» совместный проект, который они сняли летом 2016 года. Мировая премьера фильма «История призрака» прошла на кинофестивале «Сандэнс» 22 января 2017 года. Фильм был положительно принят кинокритиками. На сайте Rotten Tomatoes он имеет рейтинг 91 % на основе 267 рецензий со средним баллом 8 из 10. По окончании «Сандэнса» ряд авторитетных изданий назвали фильм Дэвида одним из лучших на кинофестивале, в частности IndieWire и Rolling Stone.

### «Старик с пистолетом»
В октябре 2016 года стало известно, что Кейси Аффлек и Роберт Редфорд сыграют главные роли в новом фильме Дэвида «Старик с пистолетом». Начало съёмок запланировали на весну 2017 года в Огайо. Съемочный процесс завершили в мае месяце того же года. Права на дистрибуцию картины в США и Великобритании приобрела кинокомпания Fox Searchlight Pictures. Фильм был тепло принят критиками. На сайте Rotten Tomatoes он имеет рейтинг 93 % на основе 264 рецензий со средним баллом 7.6 из 10.

### «Легенда о Зелёном рыцаре»
В ноябре 2018 года было объявлено, что Дэвид Лоури назначен режиссером новой экранизации поэмы «Сэр Гавейн и Зелёный Рыцарь», финансированием которой займутся компании A24, Ley Line Entertainment и Bron Studios. Весной 2019 года к актёрскому составу фильма присоединились Дев Патель, Алисия Викандер, Джоэл Эдгертон и Шон Харрис. Действие фильма происходит в средневековье, во времена легенд и магии. Сюжет закручивается вокруг наследника Короля Артура, сэра Гавейна (Дев Патель), который принимает вызов таинственного Зелёного Рыцаря. Теперь ему предстоит отправиться в опасное странствие через проклятые земли, чтобы встретиться с Рыцарем вновь. Фильм «Легенда о Зелёном рыцаре» вышел в российский прокат 26 августа 2021 года.

## Личная жизнь
С 2010 года Дэвид Лоури женат на режиссере Августин Фризелл (снявшей пилотную серию «Эйфории»). Они живут в Далласе.
Лоури – атеист и веган.

## Фильмография
| Год  |   | Русское название         | Оригинальное название    | Роль                                    |
| ---- | - | ------------------------ | ------------------------ | --------------------------------------- |
| 2025 | ф | Мать Мария               | Mother Mary              | режиссёр, сценарист                     |
| 2023 | ф | Питер Пэн и Венди        | Peter Pan & Wendy        | режиссёр                                |
| 2021 | ф | Легенда о Зелёном рыцаре | The Green Knight         | режиссёр, сценарист                     |
| 2018 | ф | Старик с пистолетом      | The Old Man & the Gun    | режиссёр, сценарист                     |
| 2017 | ф | История призрака         | A Ghost Story            | режиссёр, сценарист, монтажер           |
| 2016 | ф | Пит и его дракон         | Pete’s Dragon            | режиссёр, сценарист                     |
| 2014 | с | Исправлять ошибки        | Rectify                  | режиссёр четвёртой серии второго сезона |
| 2013 | ф | В бегах                  | Ain't Them Bodies Saints | режиссёр, сценарист                     |
| 2013 | ф | Примесь                  | Upstream Color           | монтажёр                                |